# Alebion lobatus
Alebion lobatus är en kräftdjursart som beskrevs av R. Cressey 1970. Alebion lobatus ingår i släktet Alebion och familjen Euryphoridae. Inga underarter finns listade i Catalogue of Life.